# Heinrich-Wilhelm Steiner
Heinrich-Wilhelm Steiner (* 18. Juli 1956 in Schreufa) ist ein Generalmajor außer Dienst des Heeres der Bundeswehr. In seiner letzten Verwendung war er Kommandeur des Kommandos Informationstechnik der Bundeswehr in Bonn.

## Leben
Heinrich-Wilhelm Steiner begann 1975 seinen Dienst bei der Bundeswehr. Von 1978 bis 1981 studierte er Elektrotechnik an der Universität der Bundeswehr München. Als Offizier der Fernmeldetruppe war er in Rotenburg und Neumünster eingesetzt. Von 1990 bis 1992 durchlief er den Generalstabslehrgang an der Führungsakademie der Bundeswehr in Hamburg. Er übernahm dann Aufgaben im Stab der 6. Panzergrenadierdivision und der Panzergrenadierbrigade 5. 1996 wurde er Kommandeur des Fernmelderegiments 320 in Frankenberg (Eder). Von 1998 bis 2000 war er Stabsoffizier im Personalamt der Bundeswehr (PersABw) in Köln. Nach weiteren Verwendungen wurde er 2003 Referatsleiter im Führungsstab der Streitkräfte (Fü S) im Bundesministerium der Verteidigung in Bonn. 2005 wurde er General der Fernmeldetruppe und Kommandeur der Fernmeldeschule und Fachschule des Heeres für Elektrotechnik (FmS/FSHElT) in Feldafing. 2008 übernahm er die Stabsabteilung I und 2009 wurde er zum Stellvertreter des Chef des Stabes im Führungsstab der Streitkräfte ernannt. Von Januar 2013 bis zum 27. März 2019 war er Kommandeur des Kommando Informationstechnik der Bundeswehr (KdoITBw) in Bonn. Zum 31. März 2019 wurde er in den Ruhestand versetzt.